# Rio da Madre
Rio da Madre är en kanal i Brasilien.   Den ligger i delstaten Santa Catarina, i den södra delen av landet, 1 400 km söder om huvudstaden Brasília.
I omgivningarna runt Rio da Madre växer i huvudsak städsegrön lövskog. Runt Rio da Madre är det glesbefolkat, med 18 invånare per kvadratkilometer.